# Thomas F. Wilson
Thomas Francis Wilson Jr. (ur. 15 kwietnia 1959 w Filadelfii) – amerykański aktor filmowy, telewizyjny i głosowy. Znany przede wszystkim jako Biff Tannen (a także jako Griff Tannen i Buford „Wściekły Pies” Tannen) z trylogii Powrót do przyszłości. Użyczał także głosu w takich serialach jak m.in. SpongeBob Kanciastoporty.

## Życiorys
Urodził się w Filadelfii w stanie Pensylwania jako syn Anny May (z domu Kelly) i Thomasa Francisa Wilsona. Jego rodzina miała pochodzenie irlandzkie, niemieckie i angielskie. Ukończył szkołę średnią w Radnor High School. W latach szkolnych zajmował się sztukami teatralnymi. Ponadto w swojej szkole przewodniczył zespołowi dyskusyjnemu, grał na tubie w zespole licealnym i był perkusistą swojej orkiestry marszowej. Studiował politykę międzynarodową na Uniwersytecie Stanu Arizona. Następnie uczęszczał do American Academy of Dramatic Arts w Nowym Jorku. W 1979 zdobył pierwsze znaczące doświadczenie sceniczne jako komik. Studiował fotografię na Uniwersytecie Kalifornijskim w Los Angeles, a także rysunek i malarstwo w Art Academy w Los Angeles i California Art Institute.
Po gościnnym występie w serialu NBC Nieustraszony (1984) z Davidem Hasselhoffem, zadebiutował w filmie akcji Wojownicy z Los Angeles (Ninja Turf, 1985) u boku Phillipa Rhee’a. Jego przełomową rolą był tyran Biff Tannen w przygodowej komedii fantastycznonaukowej Roberta Zemeckisa Powrót do przyszłości (1985). Wrócił w sequelach Powrót do przyszłości II (1989) i Powrót do przyszłości III (1990), gdzie nie tylko zagrał swoją rolę Biffa, ale także jego wnuka, Griffa Tannena i pradziadka Buforda „Wściekłego Psa” Tannena, za którą w 1991 został uhonorowany Nagrodą Saturna w kategorii najlepszy aktor drugoplanowy.

## Życie prywatne
6 lipca 1985 poślubił Caroline Thomas. Mają trzy córki – Annę May, Emily i Gracie oraz syna Tommy’ego.